# Camptogona
Camptogona är ett släkte av mångfotingar. Camptogona ingår i familjen Anthogonidae.
Kladogram enligt Catalogue of Life:
| Camptogona | \| \| Camptogona delamarei \| \| \| \| \| \| Camptogona duboscqui \| \| \| \| |
|            | \| \| Camptogona delamarei \| \| \| \| \| \| Camptogona duboscqui \| \| \| \| |
|            | Anthogona                                                                     |
|            |                                                                               |
|            | Cranogona                                                                     |
|            |                                                                               |
|            | Macrochaetosoma                                                               |
|            |                                                                               |
|            | Vascanthogona                                                                 |
|            |                                                                               |
|            | Camptogona delamarei                                                          |
|            |                                                                               |
|            | Camptogona duboscqui                                                          |
|            |                                                                               |

|  | Camptogona delamarei |
|  |                      |
|  | Camptogona duboscqui |
|  |                      |